# Allan Alcorn
Allan Alcorn (San Francisco, 1º gennaio 1948) è un informatico e ingegnere elettronico statunitense.
È noto per aver sviluppato il videogioco arcade Pong mentre era dipendente di Atari, e per aver lavorato al progetto per lo sviluppo dell'Atari VCS.

## Biografia
Nato a San Francisco (California), ha frequentato l'Università della California - Berkeley laureandosi come ingegnere elettronico nel 1971. Ha lavorato inizialmente presso la Ampex, dove ha conosciuto Ted Dabney, uno dei fondatori di Atari.
Dopo che Nolan Bushnell e Dabney si misero in società, Alcorn fu chiamato alle loro dipendenze per realizzare Pong, uno dei più famosi videogiochi degli inizi degli anni settanta, e altri giochi, quali Gotcha. Alcorn ha partecipato anche come ingegnere capo al progetto della console Atari VCS. Alcorn ha partecipato anche ad alcuni degli storici incontri dell'Homebrew Computer Club durante i quali Steve Wozniak e Steve Jobs (a quel tempo dipendente Atari) presentarono il prototipo del loro computer Apple I.
Nel 1981 ha lasciato Atari ed ha lavorato come consulente per diverse società della Silicon Valley, soprattutto per Catalyst Technologies, un gruppo creato da Bushnell e da altri ex-dirigenti di Atari che incorporava diverse piccole società. In particolare Alcorn ha collaborato molto con un paio di queste società: Cumma, dedita allo sviluppo di un sistema di cartucce riprogrammabili per videogiochi (precursore del sistema usato dal Neo Geo) e Etak, che lavorava su uno dei primi navigatori satellitari per auto.
Dal 1986 al 1991 ha lavorato presso Apple, in cui ha lavorato anche al QuickTime. Nel 1998 ha cofondato la Zowie Entertainment, una costola di Interval Research, dove ha sviluppato un sistema interattivo di gioco per bambini.